# 尾點蝴蝶魚
尾點蝴蝶魚，為輻鰭魚綱鱸形目蝴蝶魚科的其中一種。

## 分布
本魚分布於中西太平洋區，包括越南、馬來西亞、印尼、新幾內亞、菲律賓、澳洲、帛琉等海域。

## 深度
水深3－15公尺。

## 特徵
本魚體呈方圓形，吻短，頭部有一金黃色邊緣的黑條紋且通過眼睛。體呈淺藍灰色，體側具有數十條近水平的的深色條紋。背鰭、臀鰭和尾柄黃色，尾柄上具有一黑斑。背鰭硬棘12枚、背鰭軟條19至20枚；臀鰭硬棘3枚、臀鰭軟條17至18枚。體長可達15公分。

## 生態
本魚棲息於礁石平臺、潟湖與臨海礁石的珊瑚豐富的區域。成魚通常成對出現。肉食性，以軟珊瑚為食。

## 經濟利用
為高經濟價價的觀賞魚，容易飼養。